# División de Honor Andaluza 2018-19
La temporada 2018-19 de la División de Honor Andaluza de fútbol corresponde a la tercera edición de este campeonato que ocupa el quinto nivel en el sistema de ligas de fútbol de España en Andalucía. Comenzó el 2 de septiembre de 2018 y finalizó el 26 de mayo de 2019.

## Sistema de competición
La liga consta de 36 clubes distribuidos por proximidad geográfica en dos grupos de 18 equipos cada uno, en el grupo 1 se incluyen los equipos de las provincias de Cádiz, Córdoba, Huelva y Sevilla; mientras que en el grupo 2 se incluyen los equipos de las provincias de Almería, Granada, Jaén y Málaga. En el grupo 1 los tres primeros clasificados ascienden directamente a Tercera División, mientras que en el grupo 2 ascienden los dos primeros clasificados para dejar un cupo en Tercera División a un club de Melilla.
Los cuatro últimos clasificados de cada grupo descienden directamente a Primera Andaluza.

## Clasificaciones

### Grupo 1
| Pos. | Equipo                          | Pts. | PJ | G  | E  | P  | GF | GC | Dif. |                             |
| ---- | ------------------------------- | ---- | -- | -- | -- | -- | -- | -- | ---- | --------------------------- |
| 1    | Atlético Antoniano (C, A)       | 66   | 34 | 20 | 6  | 8  | 62 | 34 | +28  | Ascenso a Tercera División  |
| 2    | C. D. Rota (A)                  | 66   | 34 | 20 | 6  | 8  | 62 | 39 | +23  | Ascenso a Tercera División  |
| 3    | C. D. Pozoblanco (A)            | 65   | 34 | 20 | 5  | 9  | 56 | 32 | +24  | Ascenso a Tercera División  |
| 4    | U. P. Viso                      | 59   | 34 | 17 | 8  | 9  | 52 | 35 | +17  |                             |
| 5    | Atlético Onubense               | 58   | 34 | 15 | 13 | 6  | 46 | 29 | +17  |                             |
| 6    | Atlético Algabeño               | 58   | 34 | 16 | 10 | 8  | 61 | 45 | +16  |                             |
| 7    | Castilleja C. F.                | 57   | 34 | 17 | 6  | 11 | 69 | 46 | +23  |                             |
| 8    | A. D. Cartaya                   | 55   | 34 | 15 | 10 | 9  | 44 | 32 | +12  |                             |
| 9    | C. D. Alcalá                    | 52   | 34 | 15 | 7  | 12 | 52 | 42 | +10  |                             |
| 10   | La Palma C. F.                  | 43   | 34 | 13 | 4  | 17 | 56 | 64 | −8   |                             |
| 11   | Torreblanca C. F.               | 39   | 34 | 10 | 9  | 15 | 29 | 46 | −17  |                             |
| 12   | A. D. San José                  | 39   | 34 | 9  | 12 | 13 | 49 | 62 | −13  |                             |
| 13   | C. D. San Roque                 | 39   | 34 | 11 | 7  | 16 | 41 | 52 | −11  |                             |
| 14   | Isla Cristina F. C.             | 35   | 34 | 9  | 8  | 17 | 41 | 51 | −10  |                             |
| 15   | Peñarroya-Pueblonuevo C. F. (D) | 31   | 34 | 7  | 11 | 16 | 28 | 53 | −25  | Descenso a Primera Andaluza |
| 16   | Olímpica Valverdeña C. F. (D)   | 31   | 34 | 6  | 13 | 15 | 41 | 60 | −19  | Descenso a Primera Andaluza |
| 17   | C. D. Pinzón (D)                | 27   | 34 | 7  | 6  | 21 | 25 | 57 | −32  | Descenso a Primera Andaluza |
| 18   | U. D. Roteña (D)                | 21   | 34 | 4  | 9  | 21 | 28 | 63 | −35  | Descenso a Primera Andaluza |

Actualizado a los partidos jugados el 26 de mayo de 2019.
 Fuente: LaPreferente

### Grupo 2
| Pos. | Equipo                        | Pts. | PJ | G  | E  | P  | GF | GC | Dif. |                                          |
| ---- | ----------------------------- | ---- | -- | -- | -- | -- | -- | -- | ---- | ---------------------------------------- |
| 1    | Atlético Porcuna C. F. (C, A) | 71   | 34 | 21 | 8  | 5  | 35 | 34 | +1   | Ascenso a Tercera División               |
| 2    | U. D. Maracena (A)            | 69   | 34 | 19 | 12 | 3  | 26 | 27 | −1   | Ascenso a Tercera División               |
| 3    | Berja C. F.                   | 63   | 34 | 19 | 6  | 9  | 43 | 30 | +13  |                                          |
| 4    | C. D. Casabermeja             | 56   | 34 | 16 | 8  | 10 | 43 | 30 | +13  |                                          |
| 5    | Begíjar C. F.                 | 55   | 34 | 16 | 7  | 11 | 43 | 30 | +13  |                                          |
| 6    | Céltic Pulianas C. F.         | 52   | 34 | 14 | 10 | 10 | 35 | 21 | +14  |                                          |
| 7    | C. D. Estepona F. S.          | 51   | 34 | 15 | 7  | 12 | 49 | 26 | +23  |                                          |
| 8    | C. D. Athletic de Coín        | 50   | 34 | 13 | 11 | 10 | 35 | 34 | +1   |                                          |
| 9    | Arenas de Armilla CyD         | 49   | 34 | 15 | 5  | 14 | 28 | 21 | +7   |                                          |
| 10   | Villacarrillo C. F.           | 49   | 34 | 14 | 7  | 13 | 30 | 31 | −1   |                                          |
| 11   | C. D. Oriente (D)             | 45   | 34 | 13 | 6  | 15 | 30 | 31 | −1   | Descenso a Primera Andaluza por arrastre |
| 12   | C. D. Vera (D)                | 41   | 34 | 11 | 8  | 15 | 30 | 31 | −1   | Descenso a Primera Andaluza por arrastre |
| 13   | A. D. Malaka C. F. (D)        | 41   | 34 | 12 | 6  | 16 | 30 | 31 | −1   | Descenso a Primera Andaluza por arrastre |
| 14   | C. D. Navas (D)               | 40   | 34 | 10 | 10 | 14 | 30 | 31 | −1   | Descenso a Primera Andaluza por arrastre |
| 15   | C. D. Cártama (D)             | 39   | 34 | 12 | 3  | 19 | 43 | 30 | +13  | Descenso a Primera Andaluza              |
| 16   | Cúllar Vega C. F. (D)         | 33   | 34 | 9  | 8  | 17 | 35 | 21 | +14  | Descenso a Primera Andaluza              |
| 17   | C. D. Atlético Monachil (D)   | 26   | 34 | 8  | 2  | 24 | 35 | 34 | +1   | Descenso a Primera Andaluza              |
| 18   | C. D. Adra Milenaria (D)      | 18   | 34 | 4  | 6  | 24 | 43 | 30 | +13  | Descenso a Primera Andaluza              |

Actualizado a los partidos jugados el 26 de mayo de 2019.
 Fuente: LaPreferente